# Scapania orientalis
Scapania orientalis là một loài rêu tản trong họ Scapaniaceae. Loài này được Stephani ex K. Müller miêu tả khoa học lần đầu tiên năm 1901.